# Джалаїр (річка)
Джала́р (інша назва — Джалаїр) — річка в Молдові та Україні, в межах Штефан-Водського району Молдови та Білгород-Дністровського району Одеської області України. Ліва притока Сарати (басейн Чорного моря).

## Опис
Довжина 33 км (в межах України — 21 км), площа водозбірного басейну 151 км². Похил річки 3,4 м/км. Долина коритоподібна, завширшки до 2 км, завглибшки до 60 м. Річище слабозвивисте, завширшки пересічно 2 м, протягом року часто пересихає. Стік частково зарегульований ставками. Використовується на водопостачання та сільськогосподарські потреби. 

## Розташування
Джалар бере початок біля міста Штефан-Воде (Молдова). Тече переважно на південь. Впадає до Сарати на південь від села Благодатного. 